# Humoristische barokmuziek
Rond 1600 vond er een grote verandering plaats in de muziek, die sterk beïnvloed werd door Italië. De tekst in de muziek werd veel belangrijker, deze kwam dichter bij de mensen omdat het meer over emoties ging. Door deze ontwikkeling ontstond de opera. Uit de Barok kennen we verschillende vormen waarbij de tekst een belangrijke rol speelt maar tevens het persoonlijk aspect. Een voorbeeld van zo’n vorm zijn de passies van Bach. Een passie gaat over het lijden en de dood van Jezus. Er zijn niet alleen Bijbelteksten in verwerkt, maar ook met reacties van mensen daarop. Ook bij zo’n 200 kerkcantates van Bach geven koren, aria’s of duetten hun reactie op de gebeurtenis uit de Bijbeltekst. Dit werd in de kerk opgevoerd als een soort Bijbellezing. Maar Bach schreef ook wereldlijke cantates. Voor een huwelijk schreef hij bijvoorbeeld de cantate Weichet nur, betrübte Schatten (BWV 202).

## Voorbeeld 1: de Koffiecantate
Bach schreef deze humoristische cantate met als BWV-nummer 211 tussen 1732 en 1734. Koffie was al langer bekend in Europa maar pas aan het eind van de 17e eeuw werd de drank grootschalig ingevoerd uit verre landen. Koffie maakte een snelle opmars door Europa. Ondanks de populariteit beschouwden veel mensen de drank als gevaarlijk, en vooral voor de jeugd. Toch ontstonden in veel steden zogenaamde koffiehuizen, ook in Leipzig waar Bach toen woonde. In de huizen kon men koffie drinken, gezellig met iemand praten, of naar de muziek luisteren, want vaak werd er gemusiceerd. De vaak gespeelde muziek kreeg zelfs haar eigen naam; koffiehuis muziek. Bach was zo’n 20 jaar een trouwe bezoeker van het koffiehuis Zimmerman, bij hem in de buurt. Vaak trad Bach er op, en ook de première van de koffiecantate vond hier plaats. 
De eerste aria is een klaagzang over dochter Liesgen:
Hat man nicht mit seinen Kindern
Hunderttausend Hudelei!
Was ich immer alle Tage
Meiner Tochter Liesgen sage,
Gehet ohne Frucht vorbei.
De koffiecantate gaat over een man Herr Schlendrian, die zich eraan ergert dat zijn dochter Liesgen aan koffie verslaafd is. Wat hij ook probeert, hij kan haar niet bij de koffie vandaan houden. Pas wanneer de man hulpeloos besluit dat ze een echtgenoot krijgt als zij, in ruil daarvoor, stopt met koffie drinken, stemt ze toe. Maar in het huwelijkscontract laat ze een afspraak op papier zetten, die haar toestaat net zoveel koffie te drinken als ze wil.

## Voorbeeld 2: de Schoolmeester
Er zijn ook wereldlijke cantates van andere componisten, zoals Georg Philipp Telemann. Hij schreef de humoristische cantate ‘der Schulmeister’. Het verhaal gaat over een schoolmeester die muziekles geeft en heel tevreden is over zichzelf. Hij zingt in de cantate hoe mooi en prachtig hij zelf zingt. Maar daarna begint zijn klas met zingen en van alles gaat mis en dan (al zingend) moppert en scheldt hij.

## Voorbeeld 3: de Kanariecantate
Een derde voorbeeld is alweer een cantate van Telemann, de Kanariecantate, oftewel de Kantate oder Trauermusik eines kunsterfahrenen Kanarienvogels, als derselbe zum größten Leidwesen seines Herrn Possessoris verstorben ist. Met een geweldige overdrijving schildert Telemann de rouw na het overlijden van een kanarievogel. Neem nu de openingsaria:
O weh, mein Kanarin ist tot!
Wem klag ich meine Not,
wem klag ich meine bittren Schmerzen?
Wer nimmt dies Leid mit mir zu Herzen,
wem klag ich diese Not?
De cantate is typisch barok, maar de tekst staat zo ver af van de vrome beschouwingen die gewoonlijk de tekst uitmaken dat een liefhebber van barokmuziek hier wel even zal om glimlachen.
De cantate wordt slechts zeer zelden uitgevoerd, maar werd toch enkele keren opgenomen; zelfs van Dietrich Fischer-Dieskau bestaat er een uitvoering.